# La verdad sobre Charlie
La verdad sobre Charlie (en inglés: The Truth About Charlie) es una película estadounidense dirigida por Jonathan Demme (su decimosexto filme) y protagonizada por Mark Wahlberg y Thandie Newton. La cinta se estrenó en Estados Unidos el 25 de octubre de 2002.
El filme es una nueva versión de la película de Stanley Donen Charada (1963), que tuvo mucho éxito en su momento. 

## Sinopsis
Regina Lambert (Thandie Newton) se va de vacaciones a Martinica para escapar de su rancio matrimonio con el misterioso Charlie (Stephen Dillane). Allí conoce al encantador Joshua Peters (Mark Wahlberg). Cuando Regina vuelve a París se da cuenta de que su marido ha sido asesinado y el piso donde habitaban está completamente vacío, al igual que su cuenta corriente. A partir de entonces Regina tendrá que recuperar el dinero perdido y averiguar la verdad sobre Charlie, pero no estará sola: tres amigos del difunto Charlie y Joshua, que se encuentra en París, la ayudarán.

## Reparto
- Thandie Newton como Regina Lambert.
- Mark Wahlberg como Joshua Peters.
- Tim Robbins como el señor Bartholomew.
- Joong-Hoon Park como Il-Sang Lee.
- Lisa Gay Hamilton como Lola.
- Christine Boisson como la comandante Dominique.
- Stephen Dillane como Charlie.
- Magali Noël como la misteriosa mujer de negro

## Críticas
La verdad sobre Charlie no obtuvo buenas críticas en los Estados Unidos.